# Олівер Тамбо
Олівер Реджіналд Тамбо (англ. Oliver Reginald Tambo; 27 жовтня 1917 Бізано-капська провінція ПАР — 24 квітня 1993, Йоганнесбург) — південноафриканський політик, борець проти Апартеїду, центральна фігура в Африканському національному конгресі.

## Біографія
Був членом національного-визвольного руху ПАР. У 1940 році, поряд з Нельсоном Манделою, виключений з Університету Форт-Гейр за участь в антиурядових виступах. У 1944 році під час Другої світової війни брав участь у створенні Молодіжної ліги АНК. У складі організації займав різні посади:
- З 1949 — член Національного виконкому.
- З 1955 — генеральний секретар.
- З 1958 — віце-президент АНК.
- З 1967 — виконував обов'язки президента АНК.

## Нагороди
- Платиновий Орден Мапунгубве.
- Медаль Ізітваландве.
- Орден Дружби народів (26 жовтня 1987 року, СРСР) — за заслуги в боротьбі за національне визволення, за мир і демократію, внесок у розвиток дружби між народами Південної Африки і Радянського Союзу та у зв'язку з семидесятилетием з дня народження[5].